# Naftule Brandwein
Naftule Brandwein (* 1889 in Przemyślany, Galizien, Österreich-Ungarn; † 1963 in New York City) war ein jüdischer Klarinettist und einer der führenden Vertreter der jüdischen Folklore (Klezmer). Er ist der Großvater des Komponisten Arthur B. Rubinstein.

## Leben
Brandwein wuchs in einer chassidischen Familie von Klezmer-Musikern auf. Seine Familie führte ihren Stammbaum auf den Rabbiner Yehuda Hirsch Brandwein aus dem heute west-ukrainischen Stratyn zurück. Naftules Vater war selbst ein Badchn, ein fahrender Sänger, und zog neben Naftule noch zwölf weitere Kinder auf. Vier von Naftules Geschwistern wurden ebenfalls Musiker. Im Alter von 19 Jahren wanderte er in die Vereinigten Staaten von Amerika aus, wo er sich schnell einen Namen machte und sich selbst zum „King Of Jewish Music“ („König der jüdischen Musik“) ernannte. Trotz seines außergewöhnlichen Talents konnte Brandwein nicht in den finanziell lukrativen jüdischen Theatern musizieren: Er beherrschte das Spielen nach Noten nicht.
Brandweins Tonaufnahmen stellen für spätere Generation von Klezmer-Musikern eine wichtige Quelle für das Studium der ursprünglichen Klezmer-Spielweise dar. Das ist auch durch den Mangel an niedergeschriebenen Originalnoten aus dieser Zeit zu erklären.
Um Naftule Brandwein ranken sich unzählige Legenden. So ist überliefert, dass er oft mit dem Rücken zum Publikum spielte, um zu verhindern, die Feinheiten seiner Spieltechniken zu beobachten  und nachzuahmen. Nach ihm hat sich die Band Naftule’s Dream benannt.